# Maurice Schutz

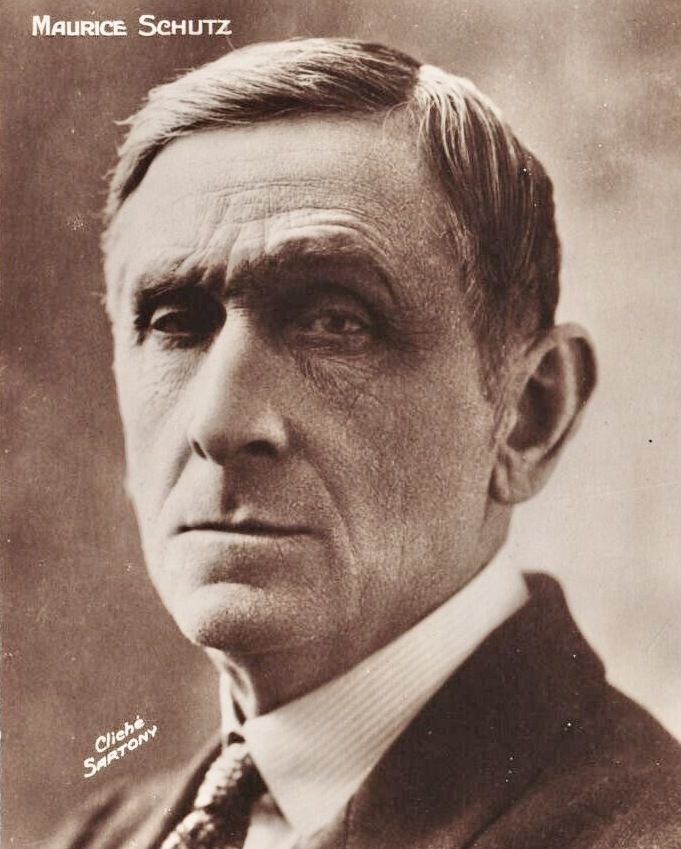
Schutz etwa 1920

Maurice Schutz, geboren als Paul Maurice Schutzenberger, (* 4. August 1866 in Paris, Frankreich; † 22. März 1955 in Clichy-la-Garenne) war ein französischer Schauspieler und Veteran des heimischen Kinos.

## Leben und Wirken
Schutz hatte seit den letzten Jahren des 19. Jahrhunderts eine lange Karriere an Pariser Bühnen wie dem Grand Théâtre, dem Théâtre du Vaudeville, dem Théâtre Sarah-Bernhardt und dem Théâtre de la Gaîté absolviert, ehe er zu Beginn des 20. Jahrhunderts zur bis dahin noch kaum entwickelten Kinematographie stieß. Nur unterbrochen vom Ersten Weltkrieg, wirkte Schutz seit 1914 in einer Fülle von Kinoproduktionen mit, in denen er, mit zunehmendem Alter, oft hohe Herren von Stand (Adelige, Patrone, Akademiker etc.) verkörperte. Das Gros seiner Filme ist weitgehend bedeutungslos und mittlerweile vergessen.
Schutz wirkte aber auch in einigen Meisterwerken des französischen Kinos mit: in Abel Gances Napoleon-Film spielte er den Pasquale Paoli, unmittelbar darauf sah man ihn als Nicolas Loyseleur in Carl Theodor Dreyers Jungfrau von Orléans-Film. 1930 verpflichtete Dreyer Schutz erneut, diesmal mit der tragende Rolle des alten Schlossherrn in der noch weitgehend stummen Schauergeschichte Vampyr – Der Traum des Allan Gray. 1939 sah man Schutz mit einer kleinen Rolle in Julien Duviviers Lebensabend, und in Jacques Beckers ländlichem Bauerndrama Eine fatale Familie verkörperte der damals 76-Jährige 1942 den 106-jährigen Familienvorstand Goupi-L'Empereur. Im Jahr darauf gab ihm Marcel Carné einen Winzlingspart in dem legendären Streifen Kinder des Olymp. Schutz’ letzter erwähnenswerter Film war 1950 André Cayattes Prozessdrama Schwurgericht, wo man ihn nur sekundenkurz sehen konnte. Erst 1953 und nach über sechs Jahrzehnten Tätigkeit auf der Bühne beendete Maurice Schutz seinen Schauspielkarriere hochbetagt und zog sich aufs Altenteil zurück. Bereits zwei Jahre darauf verstarb er nahe Paris.

## Filmografie (Auswahl)
- 1910: Nick Winter l'adroit détective
- 1914: Le Train des bis
- 1918: Serpentin janissaire
- 1919: Sa gosse
- 1920: Maître Evora
- 1920: Irène
- 1921: Prisca
- 1921: Lily Vertu
- 1922: Les Opprimés
- 1922: L'Âtre
- 1923: La Vierge du portail
- 1923: Les Rantzau
- 1923: Gossette
- 1924: Weingeister / Der Seelendieb vom Moulin Rouge (Le Fantôme du Moulin-Rouge)
- 1924: Faubourg Montmartre
- 1925: Jean Chouan
- 1925: Le Voyage imaginaire
- 1925: Kapitän Corlaix (Veille d'armes)
- 1926: Grand gosse
- 1926: Mauprat
- 1926: Napoleon (Napoléon)
- 1927: Le Bonheur du jour
- 1927: Die Passion der Jungfrau von Orleans (La passion de Jeanne d'Arc)
- 1928: Verdun, das Heldentum zweier Völker (Verdun, visions d’histoire)
- 1928: La vierge folle
- 1929: Vénus
- 1929: La maison des hommes vivants
- 1930: L'Arlésienne
- 1932: Vampyr – Der Traum des Allan Gray
- 1932: Gitanes
- 1932: Fantômas
- 1933: Die Verdammten (Les Misérables)
- 1933: Der kleine König (Le petit roi)
- 1935: Pasteur
- 1936: La Rose effeuillée
- 1936: L'Appel du silence
- 1937: Maman Colibri
- 1938: Métropolitain
- 1938: Katja, die ungekrönte Kaiserin (Katia)
- 1938: Ehrenlegion (Légions d'honneur)
- 1938: Drei Walzer (Trois Valses)
- 1938: Werther (Le Roman de Werther)
- 1938: Die Straße der Liebe (Remontons les Champs-Élysées)
- 1939: Lebensabend (La fin du jour)
- 1941: La Nuit fantastique
- 1942: Symphonie der Liebe (La Symphonie fantastique)
- 1942: Le camion blanc
- 1942: Notre-Dame de Paris
- 1942: Eine fatale Familie (Goupi mains-Rouges)
- 1943: Les Roquevillard
- 1943: Un seul amour
- 1943: Jeannou
- 1943: Vautrin
- 1943/45: Kinder des Olymp (Les enfants du paradis)
- 1944: La Grande Meute
- 1945: Patrie
- 1945: Abenteuer am Königshof (Le capitan)
- 1946: Coïncidences
- 1947: Le Village perdu
- 1947: Danger de mort
- 1948: Le Diable boiteux
- 1948: Rückkehr ins Leben (Retour à la vie)
- 1949: Véronique
- 1949: Agnes Bernauer (Le jugement de Dieu)
- 1950: Miquette et sa mère
- 1950: Schwurgericht (Justice est faite)
- 1950: Boîte à vendre
- 1951: Le Cap de l'Espérance
- 1952: La demoiselle et son revenant